# Famille de Talaru
La famille de Talaru est une famille éteinte de la noblesse française originaire du Forez et du Lyonnais qui s'est distinguée par les fonctions politiques et ecclésiastiques occupées par ses membres.
Elle s'est éteinte en 1850 avec Louis Justin Marie de Talaru, membre de la Chambre des Pairs, dernier porteur du nom en ligne masculine.

## Histoire

### Origine
La famille Talaru prend son nom d'un lieu-dit de Saint-Forgeux, situé dans le Rhône.
Cette famille du Lyonnais puis du Forez a fourni de nombreux ecclésiastiques, des abbés, des moines, des moniales, des chanoines (plus de 25) parmi lesquels trois sont devenus archevêques. Cette famille compta également parmi ses membres une lignée de marquis au service du royaume de France.
Selon l'héraldiste Henri Jougla de Morenas, la famille de Talaru est une ancienne Maison de chevalerie dont la filiation est prouvée depuis Hugues de Talaru (fl. 1215), qui eut Girard (chevalier en 1250), qui eut Jean de Talaru marié en 1252 à Marie de Malvoisin, qui eurent Mathieu Ier, qui eut le cardinal-archevêque Jean de Talaru († 1393), frère de Hugues de Talaru (chevalier ; † vers 1350/1361) qui suivra. (Jougla de Morenas suit en fait la généalogie donnée par La Chesnaye Desbois, en abandonnant cependant les trois degrés antérieurs à 1215, trop peu assurés).
Cependant, l'historien Édouard Perroy a profondément renouvelé la généalogie des familles nobles foréziennes médiévales. Il cite dès le XIe siècle Durand de Talaru (fl. 1064, 1069) et son probable frère Hugues l'Ancien (Vetulus, Senior ; fl. entre 1084 et 1095 ; père d'Itier, abbé de Savigny jusque vers 1107, et oncle d'Upert de Talaru, prieur de Randan en 1096-1110). Les premiers Talaru, de petite noblesse, ne sont pas les seigneurs, seulement des fidèles, des vassaux, membres de la familia du château de Talaru.
Au XIIe siècle, apparaissent deux autres Hugues, un autre Durand, un autre Itier, aussi un Guy et un Zacharie de Talaru.
Au XIIIe siècle, sont cités Guillaume (fl. 1215) et son frère, le 4e Hugues (1222, 1225) (deux fils d'une Guyone) ; puis deux frères : autre - Guy († entre 1255 et 1260 ; époux de Flamenche, originaire du Pays de Donzy : cf. Salt, Ste-Agathe, Rozier, et père d'un autre Zacharie, né vers 1236), et autre - Zacharie de Talaru (père de Jean, chevalier en 1268, † ap. 1281, marié à Marguerite Mauvoisin et père de Catherine de Talaru qui teste en 1343 ; d'où postérité en Lyonnais) ; et leur frère ou cousin aîné - Pierre de Talaru (chevalier, mari d'Hugone de Noailly : auteur de la branche de Noailly ci-après). Vers 1250, ledit Pierre de Talaru élève sur les terres de sa femme les maisons-fortes de Noailly (à Violay, et non Noailly) et de Villette (à Villechenève). Ils ont trois fils : Hugues (Ier) de Noailly (chevalier en 1275 ; père de Mathieu Ier), Bernard (chevalier en 1290), et Girard de Villette (aussi chevalier ; † av. 1300 ; père de Guyone de Talaru, † en 1321, qui transmet Villette à son mari Guyonet de Tarare). 
Mathieu Ier de Talaru de Noailly (fils d'Hugues, fils de Pierre ci-dessus) fait l'aveu de Noailly au comte Jean en 1297, est l'exécuteur testamentaire de sa cousine ladite Guyone de Villette, et décède probablement vers 1325/1328. De sa femme Agnès, il a Hugues (II) de Talaru de Noailly († v. 1350), frère du cardinal-archevêque Jean de Talaru, et de Philippe de Talaru († 1381) qui fut chanoine de Lyon en 1345 et doyen de Chartres en 1357. Proche des comtes Jean et Guy/Guigues VII dont il fut le châtelain comtal à St-Galmier, Virigneu, La Fouillouse, Cervières, et le vicaire en Italie en 1331, Hugues (II) maria Béatrice Charpinel, d'une bonne famille lyonnaise : leur postérité suivra.

### Patrimoine
En 1372, le château de Chalmazel revient à la famille des Talaru par le mariage de Mathieu de Talaru avec Béatrice de Marcilly. Cette forteresse a accueilli quatorze générations de Talaru.
À la fin du XVIe siècle en 1533, ils préférèrent habiter dans leur château d'Écotay, ou dans celui de Saint-Marcel-de-Félines, hérité par mariage.
Au XVIIIe siècle, pour être plus près de Versailles, ils s'établissent dans le château de Chamarande au sud de Paris.
Le château de Chaussins qui faisait partie des biens de Louis-Justin-Marie de Talaru a été vendu en juillet 1794.

## Personnalités
- Jean de Talaru (1325-1393), archevêque de Lyon en 1375-1389, cardinal en 1389.
- Amédée de Talaru (1377-1444), archevêque de Lyon en 1417.
- Hugues de Talaru (1450-1517), archevêque de Lyon en 1488.
- Louis de Talaru, marquis de Talaru et de Chalmazel, comte de Chamarande en Hurepoix (domaine dont le nom renouvelait le fief de Chamarande en Forez, venu d'une alliance avec la famille d'Ornaison), chevalier de l'ordre du Saint-Esprit (1749), est mort en 1763. Il s'est marié en 1720 en secondes noces avec Marie-Marthe de Bonneval. Il était Premier maître-d’hôtel de la reine et chevalier des ordres du roi[3].
- César Marie de Talaru (1725-1794) marquis de Talaru et de Chalmazel, comte de Chamarande, maréchal de camp en 1761, Premier maître d'hôtel de Marie-Antoinette.

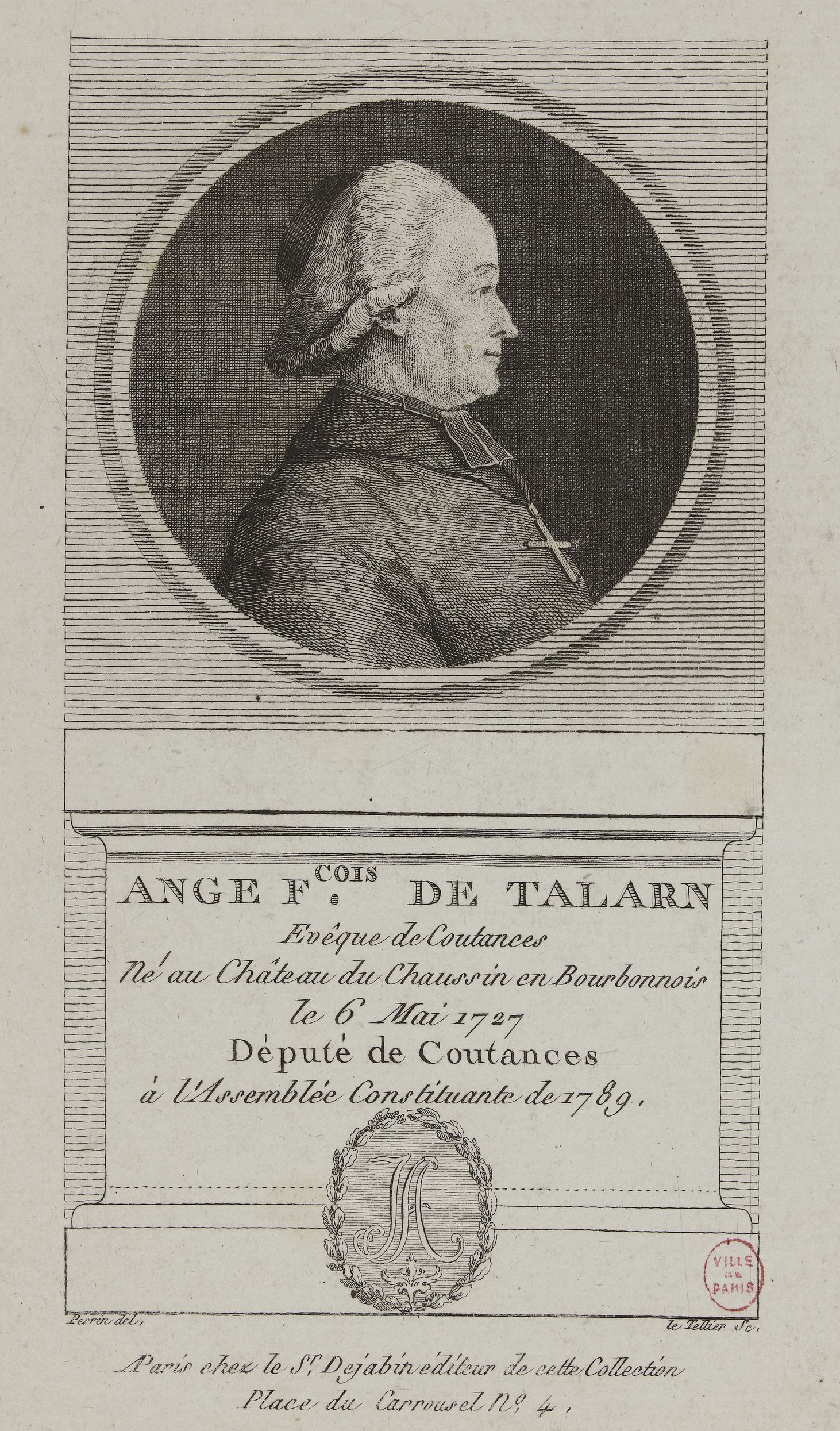
Ange-François de Talaru.

- Ange-François de Talaru (1725 ou 1727-1798). On trouve également comme date de naissance le 6 mai 1727[4] évêque de Coutances (1764-1790) et député du clergé aux États généraux de 1789. Refusant le serment constitutionnel, il a émigré en Angleterre[3].
- Louis-François de Talaru, vicomte de Talaru, est le fils de Louis de Talaru et Marie-Marthe de Bonneval. Il est né en 1729 et mort en 1782. Il s'est marié avec Henriette-Jeanne-Hélie de Bec-de Lièvre le 22 juillet 1767. Il était Premier maître-d’hôtel de la reine et chevalier des ordres du roi (1776)[3]. Sa femme a été nommée, le 8 août 1767, dame de madame Adélaïde de France.
- Louis-Justin-Marie de Talaru[3] (1769-1850)  pair de France et Maréchal de camp[5].
- 25 chanoines et chanoines-comtes, au sein du Chapitre de Saint-Jean de Lyon, entre les XIIe et XVIIe siècles[6].

## Armes & titres

### Titres
- Marquis-pair de Talaru (31 août 1817)[7], de Chalmazel et de Magneux-le-Gabion
- Comte de Chamarande et de Talaru (titre de courtoisie)
- Vicomte de Talaru (titre de courtoisie)
- Baron d'Escotay (Écotay)
- Seigneur de Chalmazel, de La Grange, de Noailly et de Talaru

### Armes
Parti d'or et d'azur, à la cotice de gueules, brochante sur le tout.

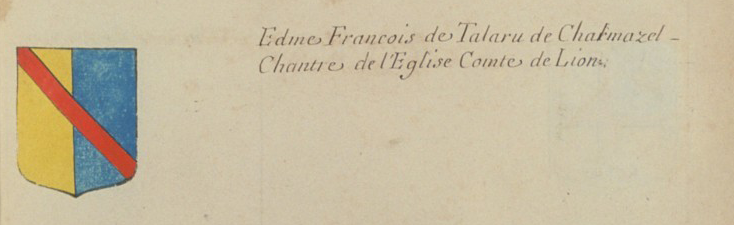
Armes d'Edme François de Talaru de Charmazel, chantre de l'église Comte de Lyon, dans l'Armorial général de France.

## Généalogie

### Souche commune
- Hugues (II) de Talaru-Noailly, sgr de la Grange, de Noailly et de Talaru (?-vers 1350/1361), X Béatrix Charpinel (famille lyonnaise)
  - Hélène de Talaru X (1356) Jean de Varennes, sgr de Courbeville, puis mariée à Pierre de Luzy
  - Mathieu II de Talaru, sgr de la Grange, de Noailly et de Talaru (?-1382), X (1349) Anne d'Albon (? ; probablement sans postérité), puis marié en 1364 à Béatrix de Marcilly, dame de Chalmazel en 1372 (elle teste en 1382), fille de Jean de Marcilly-Chalmazel et de Dauphine, fille de Bertrand II de Sennecterre
    - Antoine Ier de Talaru (il teste av. 1392), sgr de la Grange, de Noailly et de Talaru X (1384) Alix d'Albon
      - Jeanne de Talaru X Barthélemy de Chevriers
      - Jean de Talaru († entre 1392 et 1400)
      - Mathieu III de Talaru (né entre 1392 et 1400), sgr de la Grange, de Noailly et de Talaru X (1419) Jeanne, fille de Guy II de La Palud-Varambon et nièce de Louis
        - Antoine II de Talaru, sgr de la Grange, de Noailly et de Talaru X Françoise du Boys
          - Catherine de Talaru X Brémond de Vitry, sgr de Lalière
          - Guillaume de Talaru, sgr de la Grange, de Noailly et de Talaru X (1495) Louise de Lévis de Couzan, veuve d'Annet III de Talaru-Chalmazel ci-dessous
            - Catherine, dame de Talaru et de Noailly (1500-1530), X (1524) Laurent de Monteynard, sgr de Marcieu (1500-1549)

          - Jeanne de Talaru X Hugues de Villelume, sgr de Montbardon (près de Randan)
          - Claude de Talaru X Pierre de Saint-Romain, sgr de Lurcy
          - Françoise de Talaru X Jean de La Roche-Tournoël,  sgr de Tournoël et de Miremont (?-1501), puis mariée à Guichard d'Albon, sgr de Saint-André (1438-1502) en 1502

        - Hugues de Talaru, archevêque de Lyon (?-1517)
        - Marguerite de Talaru X Pierre de Véré (de Verrey), sgr de Germolles
        - Mye de Talaru X François de Beauvoir, sgr de La Palud
        - Agnès de Talaru X (1452) Claude de Clermont, sgr de Montoison

      - Guillaume de Talaru, chanoine, chantre et archidiacre de Lyon (1390-1429)

    - Jean Ier de Talaru († ap. 1415 ; ci-dessous), sgr de Chalmazel X (1388) Catherine, fille d'Agnet II de La Tour
    - Hugues de Talaru, chanoine de Lyon
    - Amédée de Talaru, cardinal-archevêque de Lyon en 1415-1444 (?-1444)

### Branche de Chalmazel
- Jean Ier de Talaru († ap. 1415 ; ci-dessus), sgr de Chalmazel X (1388) Catherine, fille d'Agnet II de La Tour
  - Isabelle de Talaru X Antoine (Ier) de Châteauneuf de Rochebonne, sgr de Rochebonne
  - Annet Ier de Talaru († ap. 1458), sgr de Chalmazel X (1422) Alix de Lavieu, fille et sœur d'Edouard et Jacques de Lavieu de Feugerolles († av. 1432 ; Sans postérité), puis marié à Claude/Claudine de Langeac vers 1433/1435 († ap. 1480)
    - Annet II de Talaru († ap. 1482), sgr de Chalmazel X (1450) Antoinette de Maubec (? ; Sans postérité, en tout cas), puis marié en 1458 à Louise (elle teste en 1494 et † ap. 1500), fille dudit Jacques de Lavieu-Feugerolles, dame de Rochefort pour moitié et d'Ecotay
      - Annet III de Talaru († v. 1495/1499, peu avant sa mère), X (1493) Louise de Lévis-Couzan ci-dessus : d'où Jean II de Talaru, sgr de Chalmazel, † enfant vers 1500
      - Antoine de Talaru († v. 1540), chanoine de Lyon en 1496, abbé d'Ainay
      - Jean de Talaru († 1544), chanoine de Lyon en 1509
      - Gaspard de Talaru, sgr de Chalmazel († ap. 1538), X (1493) Marguerite, fille de Guillaume Rolin et de Marie de Lévis-Couzan, et veuve de Philibert de Grolée d'Illins
        - Catherine de Talaru († ap. 1557) X Théode d'Angerès, sgr de Saint-Bonnet, après avoir été mariée à Claude de Châteauneuf de Rochebonne, sgr de Châteauneuf et de Leignecq, arrière-petit-neveu d'Antoine ci-dessus
        - Françoise de Talaru X Pierre de Saconay
        - Jean de Talaru, chanoine de Lyon en 1519
        - Louis Ier de Talaru, sgr de Chalmazel (-1557), X (1524) Claudine Mitte de Chevrières
          - François Ier de Talaru, sgr de Chalmazel (?-v. 1573), X (1563) Anne Le Long de Chenillac (1545-?), (remariée veuve à Pierre de Châteauneuf de Rochebonne, héritier par sa 1° épouse d'Oingt, Theizé et Rochebonne en Lyonnais, fils de Claude et Catherine de Talaru ci-dessus : postérité)
            - Claude Ier de Talaru, sgr de Chalmazel et baron d'Ecotay, (1570-1619), X (1592) Peronnelle de Calar de Freissonnet
              - branche aînée de Talaru : Christophe de Talaru ci-dessous

            - Hugues de Talaru, sgr de Magneux-le-Gabion X (1586) Marguerite de Saint-Germain d'Apchon
              - Gaspard de Talaru, marquis de Magneux-le-Gabion X (1619) Claudine de Champier puis marié à Catherine Gillet en 1633
                - Claudine de Talaru (1619-?), X (1636) Guillaume Arod, sgr de Montmelas (1600-1684)

          - Gabrielle de Talaru X Gilbert Blau de Gibertès, sgr de Crous
          - Claude de Talaru († 1611), chanoine-comte de Lyon en 1548, doyen du chapitre en 1580
          - Jean de Talaru X (1578 ou 1569) Jeanne de Mars, dame de Saint-Marcel-de-Félines et de Veauchette, puis marié à Claudine de Champier en 1602.
- Christophe de Talaru, baron de Chalmazel (la baronnie a-t-elle été érigée au début du XVIIe siècle ?) (?-1661 ; ci-dessus), seigneur engagiste de Néronde en 1639 (mais Rochefort en partie est vendue avant 1661 aux Raybe d'Urfé qui possédaient l'autre moitié depuis la fin du XIVe siècle), X (1614) Jeanne du Saix de Rivoire (?-1618)
  - Jeanne de Talaru (1618-?), X (1644) Joachim de Coligny-Cressia (?-1664)
- Christophe de Talaru, baron de Chalmazel (?-1661), X (1622) Claudine de Malain de Lux (1600-?)
  - Claudine de Talaru, dame d'Ecotay X (v. 1650 ; Sans postérité) Gaspard d'Hérail de Pierrefort, comte de La Roue, puis mariée à son frère Balthazard d'Hérail de Pierrefort, baron de Pierrefort : dont Marthe-Gabrielle de Pierrefort de La Roue, X (1670) Joseph-Hyacinthe de St-Martin d'Agliè, marquis de Rivarol
  - Claude II (Gabriel ?) de Talaru (ap. 1625-ap. 1674), maréchal de camp,  X (1660) Marie-Louise, fille d'Hubert de Champagne de Villaines (1640-?) (Est-ce lui, mort âgé le 29 juin 1716 à Toulon dont il était gouverneur, qui devient vers 1660 le premier marquis de Chalmazel ? ; La Chesnaye - référence indexée en Bibliographie, p. 556 - distingue les deux, faisant du marquis, sous le nom de Claude-Gabriel, un frère cadet de Claude II, alors que d'autres auteurs n'en font qu'un seul personnage ; Mais pour Henri Jougla de Morenas, c'est son (ou leur) père Christophe qui est déjà marquis de Chalmazel)
    - François II Hubert de Talaru, marquis de Chalmazel (1661/1663-?), gouverneur de Phalsbourg et Sarrebourg, X (1681) Marie-Anne d'Ornaison de Bonnes, dame de Chamarande et de Buzancy
      - Louis II de Talaru, marquis de Chalmazel et de Buzancy (vente en 1756), comte de Chamarande, (1682-1763), gouverneur de Phalsbourg et Sarrebourg, X (1717) Catherine d'Harcourt (1680-1718), sœur d'Henri d'Harcourt, puis marié à Marie, fille de César-Phœbus de Bonneval (1701-1770), en 1720
        - Marie-Louise de Talaru (1721-1783), X (1741) Armand-François de La Croix de Castries, marquis de Castries (1725-1743)
        - César Marie de Talaru, marquis de Chalmazel et de Talaru, gouverneur de Phalsbourg et Sarrebourg, maréchal des camps et armées du roi, (1725-1794), X (1750) Marie de Sassenage (1725-?)
          - Eulalie de Talaru  (1751-1774) X Louis-Étienne de Damas de Crux, baron de Demain (1735-1814)
          - Louis-Marie-Joseph de Talaru, comte de Talaru, (août-décembre 1753 : mort au berceau)

        - Ange-François de Talaru de Chalmazel (1727-1798)
        - Louis-François de Talaru, vicomte de Talaru (1729-1782), X (1767) Henriette de Becdelièvre
          - Louis Justin Marie de Talaru, marquis de Talaru (1769-1850), X (1802) Delphine de Rosières-Sorans (1766-1832), puis marié à Louise-Marie de Rosières-Sorans (1814-1838) en 1834

## Galerie

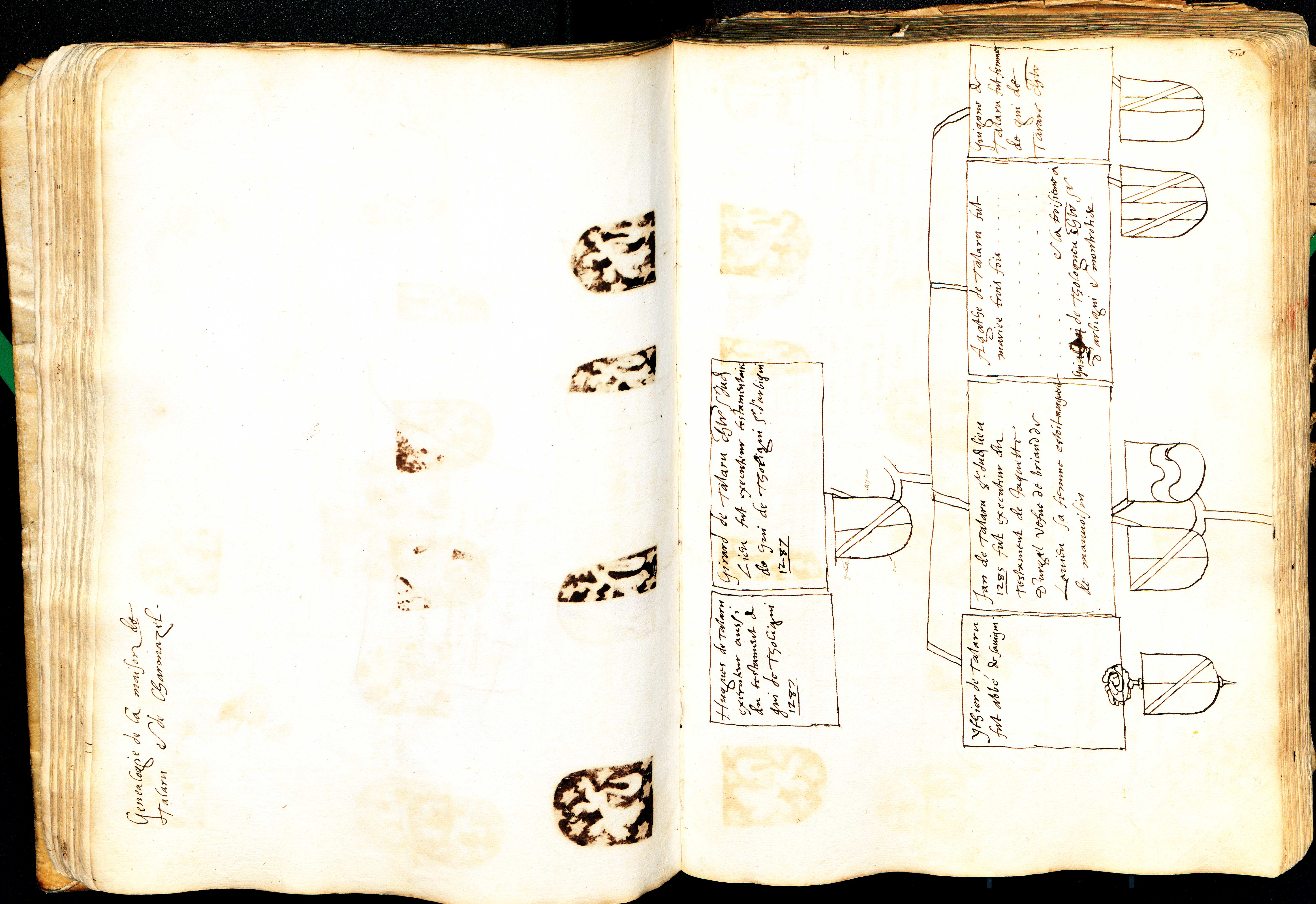
Arbre généalogique, XVIe, Archives départementales du Rhône (1) ; issu du Recueil des généalogistes et armes des familles, fin du XVIe s., maison Marcilly et de Charmazel, cote 10G515.
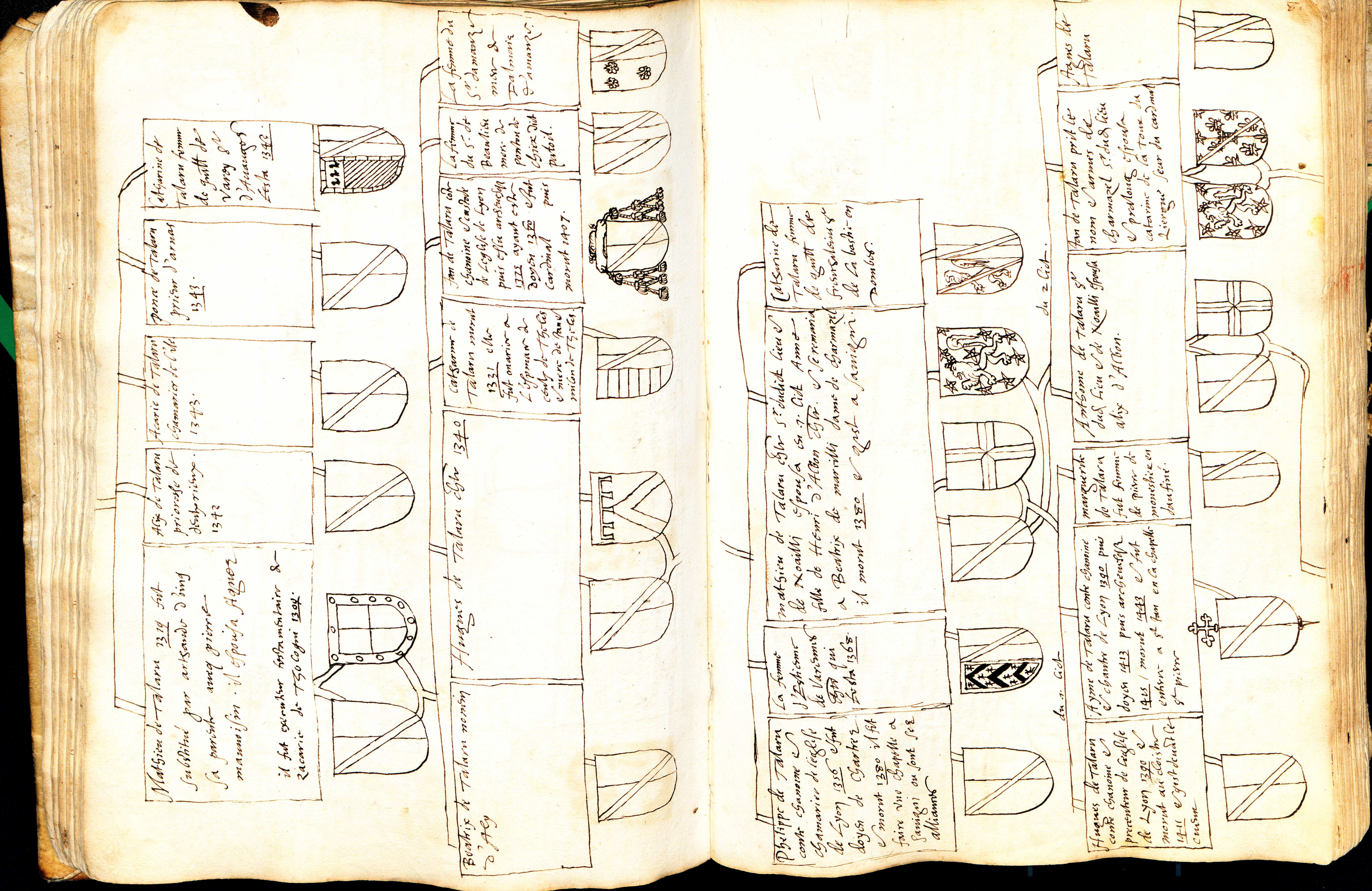
Arbre généalogique, XVIe, Archives départementales du Rhône (2).
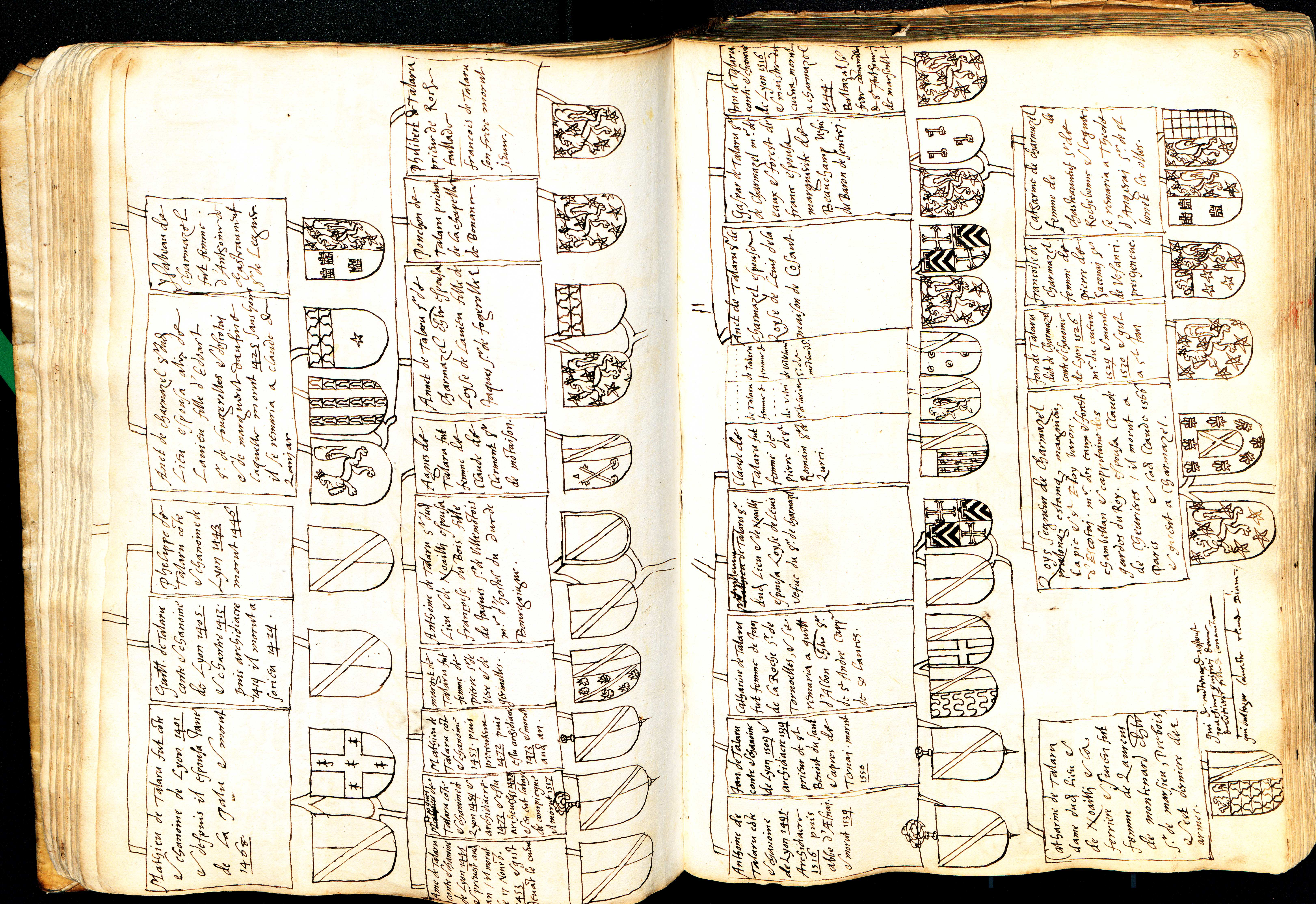
Arbre généalogique, XVIe, Archives départementales du Rhône (3).
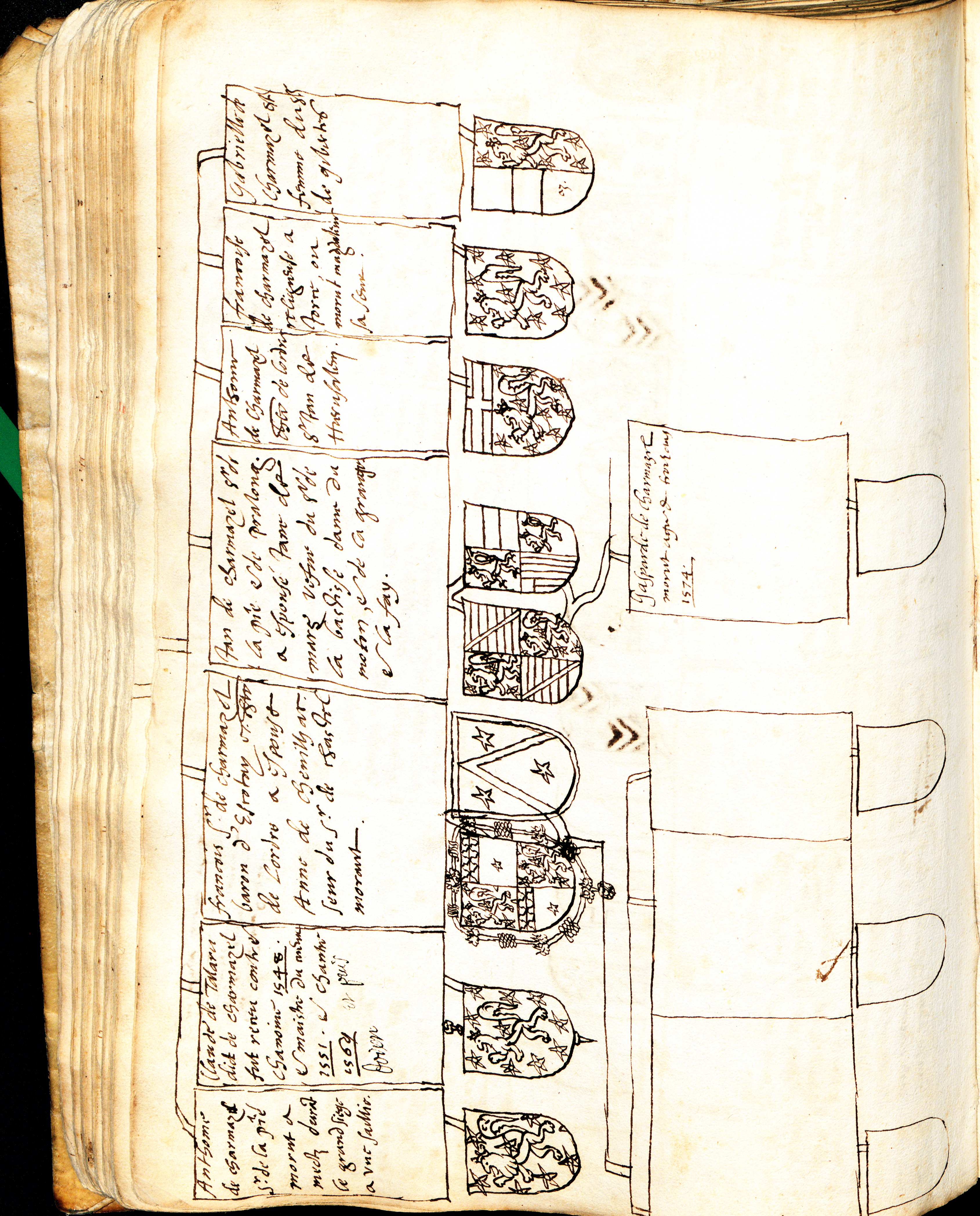
Arbre généalogique, XVIe, Archives départementales du Rhône (4).
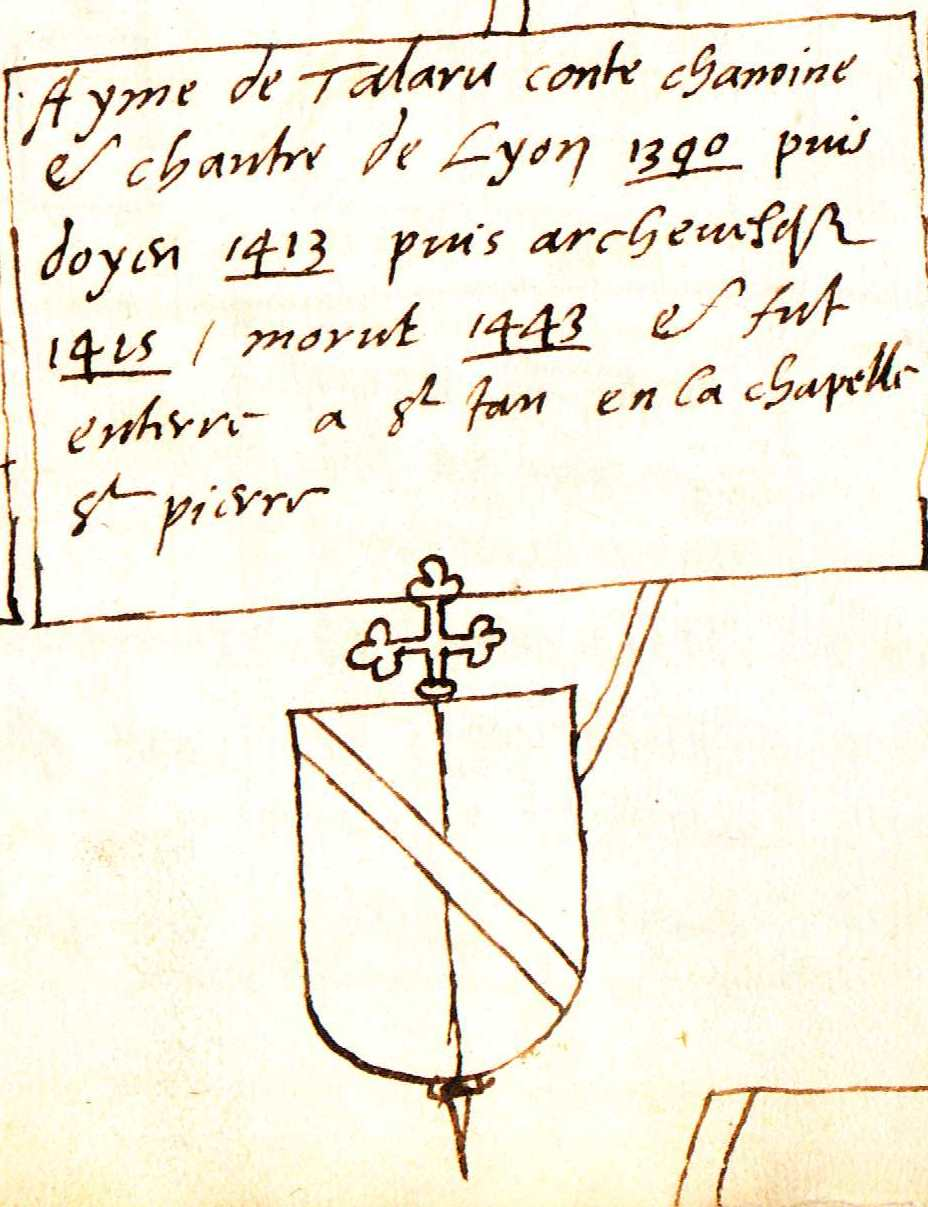
Blason d'Amédée de Talaru, Archives départementales du Rhône.
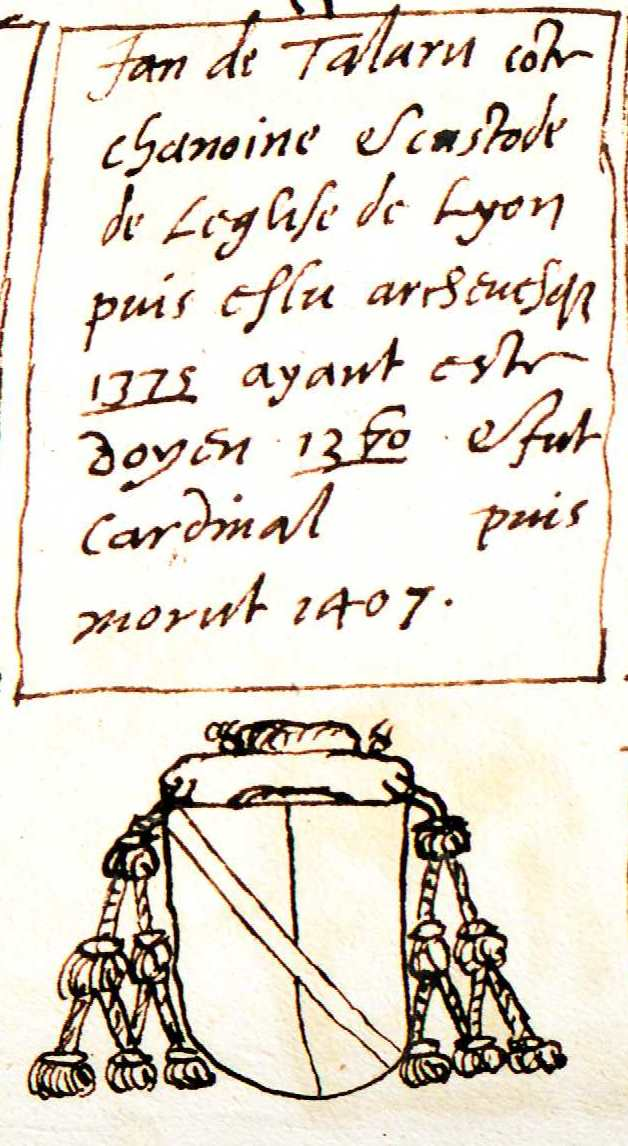
Blason de Jean de Talaru, Archives départementales du Rhône.
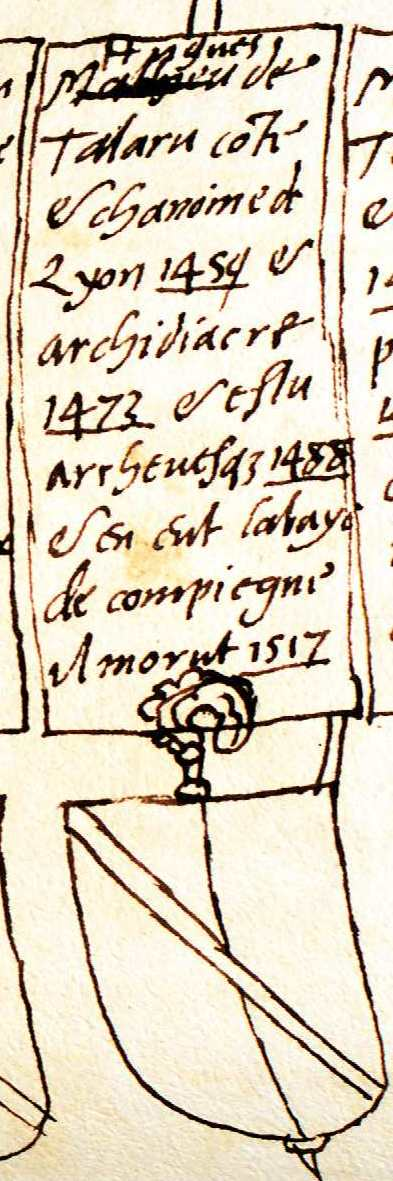
Blason d'Hugues de Talaru, Archives départementales du Rhône.

## Alliances
Principales alliances : d'Albon (1349, 1502), de Varennes (1356), de Marcilly (1364), de La Tour (1388), de La Palud (1419), de Lavieu de Feugerolles (1422, 1458), de Langeac (1433), de Maubec (1450), de Clermont (1452), Rolin (1493), de Lévis-Couzan (1495), Mitte de Chevrières (1524), Blau de Gibertès de Cronce (1562), Le Long de Chenillac (1563), de Saint-Germain d'Apchon (1586), de Champier (1602, 1619), de Malain de Lux (1622), Gillet (1633), Arod (1636), de Coligny (1644), du Saix de Rivoire (1644), d'Hérail de Pierrefort (1650), de Champagne de Villaines (1660), d'Ornaison de Bonnes (1681), de Calar de Freissonnet (1692), d'Harcourt (1717), de Bonneval (1720), de La Croix de Castries (1741), de Becdelièvre (1767), de Rosières-Sorans (1802, 1834), d'Angerès (d'Angérieu), de Beauvoir, du Boys, Cariat, de Châteauneuf de Rochebonne, Charpinel, de Chevriers, de Damas de Crux, de La Roche-Tournoël, de Luzy, de Malvoisin, de Monteynard, de Saconay, de Saint-Romain, de Sassenage, de Varey, de Véré/de Verrey, de Villelume, de Vitry.